# دهستان حومه (قشم)
دهستان حومه، یکی از دهستان‌های بخش مرکزی شهرستان قشم در استان هرمزگان ایران است. مرکز این دهستان، شهر درگهان است.

## جمعیت
بر پایه سرشماری عمومی نفوس و مسکن در سال ۱۳۹۵، جمعیت دهستان حومه برابر با ۲۶٬۷۷۷ نفر بوده‌است.